# نظریه جهان تنظیم‌شده

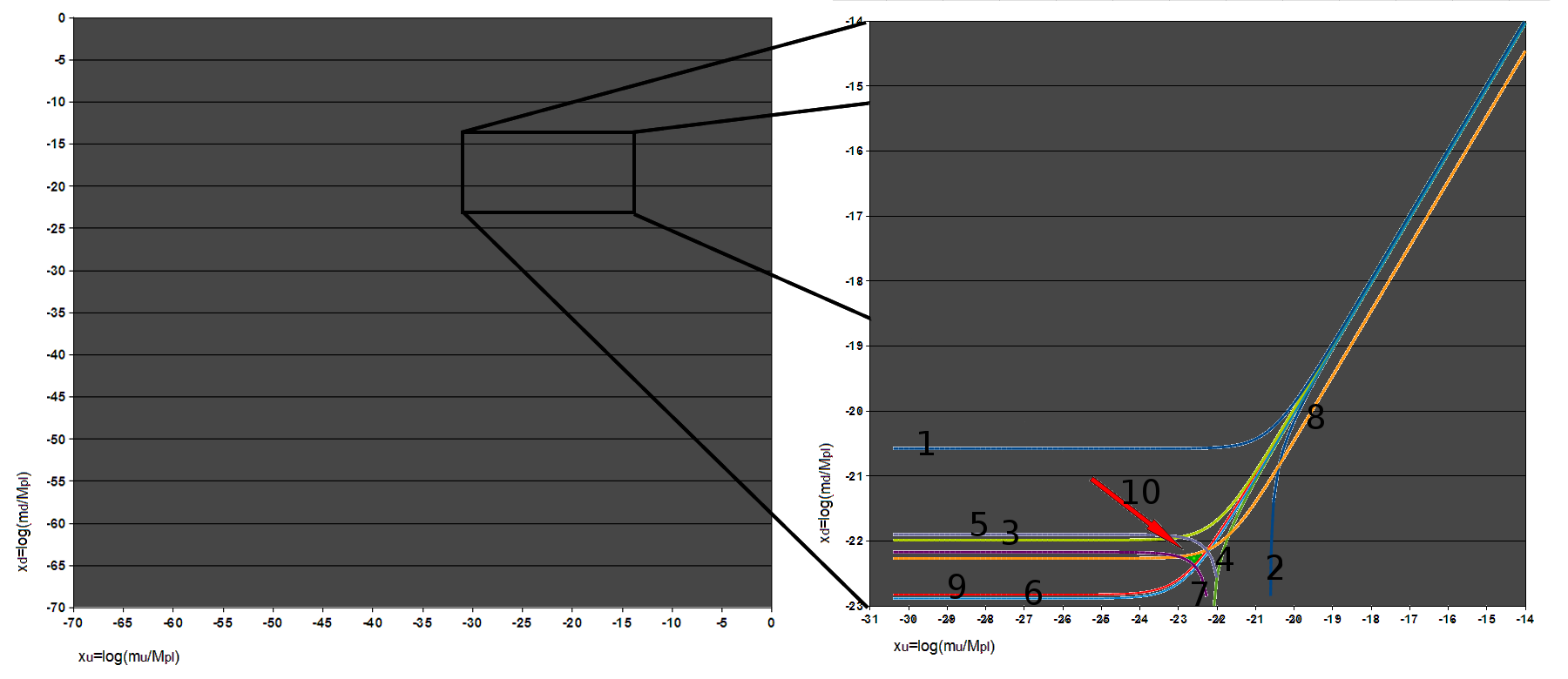
برنگاشتی

فرضیه جهان تنظیم‌شده (نظم دقیق جهانی) (به انگلیسی: Fine-tuned Universe) بر این مسئله تأکید دارد که از نظر قوانین ریاضی و احتمالات، جهان می‌توانسته‌است به بی‌شمار حالت پدید آید، اما فقط حالت بسیار خاصی از این حالات است که پیدایش و ادامهٔ حیات را برای ما انسان‌ها میسر می‌سازد.
در علوم تجربی نشان داده شده‌است که اگر برای مثال فاصلهٔ خورشید از زمین از حد فعلی کم‌تر یا بیش تر بود، امکان حیات میسر نمی‌شد. مثال دیگر آنکه اگر هر کدام از نیروهای اصلی فیزیک (نیروهای هسته‌ای قوی و ضعیف، نیروهای الکترومغناطیس، و نیروی گرانش) به مقدار ناچیزی از مقدار فعلیشان متفاوت بودند، جهان نمی‌توانست حیات را در خود بپروراند.
توضیحات مختلفی در مورد تنظیم دقیق مشخص در میان فلاسفه، دانشمندان، متکلمان و طرفداران و متفکران خلقت مطرح شده‌است. مشاهده دقیق جهان رابطهٔ بسیار نزدیکی با اصل آنتروپی دارد، اما دقیقاً به معنای آن نیست، که اغلب (اصل آنتروپی) به عنوان توضیحی از تنظیم دقیق ارائه می‌شود.

## تاریخچه
در سال ۱۹۱۳، شیمیدان لارنس جوزف هندرسون (۱۹۴۲–۱۸۷۸)، کتاب «تناسب محیط زیست» را که یکی از اولین کتاب‌هایی است که برای کشف مفاهیم تنظیم دقیق در جهان، نوشته شده‌است را به رشتهٔ تحریر درآورد. هندرسون اهمیت آب و محیط زیست را برای حیات موجودات مورد بحث قرار می‌دهد، اشاره می‌کند که زندگی به‌طور کامل به شرایط محیطی بسیار خاصی در زمین بستگی دارد، به خصوص با توجه به غلبه آب (گستردگی این مایه حیات بر زمین) و خواص آن.
در سال ۱۹۶۱، فیزیکدان رابرت دیک ادعا کرد که نیروهای خاصی در فیزیک، مانند گرانش و الکترومغناطیس، باید کاملاً برای زندگی در هر نقطه از جهان وجود داشته باشد. Fred Hoyle همچنین در کتاب «جهان هوشمند» خود در سال ۱۹۸۴ به یک جهان دقیق تنظیم شده‌استدلال کرد. او «شانس به دست آوردن یک پروتئین تک عملکردی را با شانس ترکیب اسید آمینه به یک سیستم ستاره ای از نابینایان که به طور همزمان مکعب روبیک حل می‌کنند» [۸] مقایسه می‌کند.

## راهِ‌حل‌های ممکن

### ناظم الهی
برخی مدافعان برهان نظم در توضیح این پدیده، نتیجه می‌گیرند که باید کسی بوده باشد که اوضاع و احوال مادی این جهان را به دقت برای ما تنظیم کرده باشد. البته این بیان تنها یکی از حالات برهان نظم است.
این تقریر از نظر تاریخی جهت سازگار کردن برهان نظم با نظریه تکامل- که تکامل تدریجی را مسؤول پیدایش نظم در موجودات زنده می‌داند- به وجود آمده‌است. پیشنهاد دهندگان این تقریر نظریه تکامل را کاملاً پذیرفته ولی استدلال می‌کنند که وقوع تکامل طبیعی نیازمند چیده شدن صحنه و فراهم آمدن شرایط خاصی است. این دسته از استدلال‌ها به دو زیر شاخه تقسیم می‌شوند: دسته اول از استدلال‌ها بر شرایط لازم برای وقوع حیات تأکید می‌کنند. این استدلال از این دانسته علمی که اگر هر کدام از نیروهای اصلی فیزیک (نیروهای هسته‌ای قوی و ضعیف، نیروهای الکترومغناطیس، و نیروی گرانش) به مقدار ناچیزی از مقدار فعلیشان متفاوت بودند، جهان نمی‌توانست حیات را در خود بپروراند، به صورت زیر استفاده می‌کند: با توجه به اینکه این ثابت‌های فیزیکی می‌توانستند مقادیر مختلفی داشته باشند، داشتن مقادیر فعلی شان نشان از تنظیم هوشمندانه آن‌ها دارد.
دسته دوم، استدلال‌های بیوشیمیایی هستند که بر تناسب غیرمعمول محیط شیمیایی جهت به وجود آمدن حیات تأکید می‌ورزند. وارد و برونلی از دیدگاه زمین‌شناسی ادعا کردند که شرایط سیاره‌ای لازم برای به وجود آمدن حیات هوشمند بسیار نایاب است. اما روش دوم استدلال بر شرایط کافی برای وقوع تکامل و جهت‌گیری آن تأکید می‌ورزند، و استدلال می‌کنند که با فراهم شدن شرایط خاص فرایند تکاملی همواره به سمت مشخصی می‌رود.

### جهان‌های موازی
یکی از پاسخ‌های محتمل دیگر این است که بگوییم چه بسا جهانی که در آن زندگی می‌کنیم، یکی از آن جهان‌های بیشماری باشد که وجود دارد. در بین این جهان‌های بی‌حد و حساب ممکن است به دلیل نظم نیافتن اصول ثابت (جاذبه و غیره) حیاتی به وجود نیامده باشد. اما در تعداد قلیلی از آنها، همچون جهان ما، این تعادل برقرار شده باشد.
اگر واقعیت داشته باشد که میلیون‌ها عالم هر کدام با قوانین خاص خودشان وجود داشته باشند، معقول و طبیعی خواهد بود که یکی از آن‌ها به‌طور اتفاقی دارای قوانینی باشد که موجب پیدایش حیات انسانی شده‌است؛ و این همان عالمی است که ما در آن زندگی می‌کنیم.

### علیت معکوس
یکی از ایده‌های در حال آزمایشی که در دانش فیزیک مطرح شده‌است، علیت معکوس (به انگلیسی: Retrocausality) است. بر اساس آن، همان‌طور که حال می‌تواند بر گذشته اثر بگذارد؛ ممکن است آینده نیز بتواند بر حال تأثیرگذار باشد.
اگر علیت معکوس واقعاً وجود داشته باشد، ممکن است بتواند «پدیده تنظیم شدگی» را نیز توضیح دهد. پل دیویس فیزیکدان نظری در مرکز اخترزیست‌شناسی استرالیا واقع در دانشگاه ماکاری سیدنی، امکان دیگری را پیش می‌کشد: «ممکن است عالم خودش قادر به تنظیم خود بوده باشد.» او ادامه می‌دهد: «اگر شرایط لازم برای حضور حیات، به گونه‌ای در لحظه مهبانگ در عالم ثبت شده باشد، در آن صورت باید نوعی ارتباط دوسویه وجود داشته باشد.»

### ثوابت تغییرناپذیر فیزیکی
برخی فیزیکدانان بر این باورند که برخی اصول اولیه در جهان تغییر ناپذیر و ثابت هستند و با هم پیوستگی‌هایی دارند که این پیوستگی‌ها مانع از این می‌شوند که ثابت‌های فیزیکی هر مقدار دلخواهی را به خود بگیرند؛ همان‌طور که نسبت محیط دایره و قطر آن کاملاً قفل شده‌اند. در این حالت با به هم پیوستگی آن‌ها امکان خطا و تحقق حالات مختلف تقلیل می‌یابد.

### بخت آزمایی
نباید اصل را بر این گذاشت که وقتی چیزی نامحتمل رخ می‌دهد، لزوماً باید تبیینی پذیرفتنی تر از این وجود داشته باشد که بگوییم آن چیز به‌طور طبیعی حاصل شده‌است. ما می‌توانیم حضور خود را در این گوشه عالم بدون توسل به عوامل دخیل خارجی تبیین کنیم. تعجبی ندارد که ما در جهانی به سر می‌بریم که در آن شرایط دقیقاً برای پیدایش موجوداتی از نوع ما مناسب بوده‌است؛ زیرا به هیچ وجه محتمل نبود که ما در جای دیگری پدید آییم.
فرض کنیم فاصله زمین از خورشید از میزان فعلی کمتر یا بیش تر بود؛ در این صورت امکان پیدایش حیات در زمین از میان می‌رفت و چه بسا این امکان در بهرام یا ناهید مهیا می‌گشت.

## مطالعه بیشتر
- John D. Barrow, 2003. The Constants of Nature, Pantheon Books, ISBN 0-375-42221-8
- Bernard Carr, ed. (2007) Universe or Multiverse? Cambridge University Press.
- Paul Davies, 1982. The Accidental Universe, Cambridge University Press, ISBN 0-521-24212-6
- Paul Davies, 2007. Cosmic Jackpot: Why Our Universe Is Just Right for Life, Houghton Mifflin Harcourt, ISBN 0-618-59226-1. Reprinted as: The Goldilocks Enigma: Why Is the Universe Just Right for Life?, 2008, Mariner Books, ISBN 0-547-05358-4.
- Alister McGrath, 2009. A Fine-Tuned Universe: The Quest for God in Science and Theology, Westminster John Knox Press, ISBN 0-664-23310-4.
- Simon Conway Morris, 2003. Life's Solution: Inevitable Humans in a Lonely Universe. Cambridge Univ. Press.
- Peter Ward and Donald Brownlee, 2000. Rare Earth: Why Complex Life is Uncommon in the Universe. Springer Verlag.